# Сан Салваторе ди Фиталия
Сан Салвато̀ре ди Фита̀лия (на италиански: San Salvatore di Fitalia; на сицилиански: Santu Sarvaturi, Санту Сарватури) е село и община в Южна Италия, провинция Месина, автономен регион и остров Сицилия. Разположено е на 603 m надморска височина. Населението на общината е 1386 души (към 2011 г.).